# Damaia
A Damaia é uma localidade portuguesa do Município da Amadora que foi sede da Freguesia da Damaia, freguesia que tinha 1,41 km² de área e 20 894 habitantes (2011), e, por isso, uma densidade populacional de 14 818,4 hab/km².
A Freguesia da Damaia foi extinta em 2013, no âmbito de uma reforma administrativa nacional, tendo o seu território passado para a nova freguesia de Águas Livres.
Tem por orago o Santíssimo Redentor.

## População
| 1981   | 1991   | 2001   | 2011   |
| 23 261 | 23 770 | 20 590 | 20 894 |

Criada pela Lei 45/79, de 11 de setembro

## História
A área da freguesia da Damaia foi densamente povoada em tempos pré-históricos, encontrando-se aí registadas seis jazidas arqueológicas na Carta Arqueológica da Amadora.
Durante a Idade Média e até ao século XX (ver nota abaixo) era conhecida como A-da-Maia; até à urbanização intensiva iniciada na década de 1960 do século XX, a Damaia era uma pequena aldeia que se desenvolvia em torno da passagem de nível da Linha de Sintra e subia até à quinta do Palácio dos Condes da Lousã. Neste palácio do século XVIII terá residido o inventor Padre Himalaya.
Até finais da década de 1970 os autocarros da carris que faziam o percurso Caminhos-de-Ferro (Estação de Santa Apolónia) — Damaia utilizavam o indicativo A-da-Maia. O autocarro era o Nº. 46.[carece de fontes?]

## Património
- Aqueduto Geral das Águas Livres — (Monumento Nacional)
- Palácio dos Condes da Lousã

## Damaienses de referência
De 1980 a 2010, muitas bandas surgiram na Damaia tendo marcado a cena musical nacional e internacional: Deolinda e Buraka Som Sistema são os nomes que mais se destacam, mas outras como Sacred Sin (a primeira banda portuguesa a passar na MTV internacional), Civic, Carniphicine, D-Jungle, A Pedra e o guitarrista Gonçalo Pereira têm dimensão nacional e internacional.
Cantores como Francisco José e Dino Meira também viveram na Damaia, assim como o guitarrista da Amália, Jaime Santos. Bem como Valete.
Vasco Granja, um reconhecido divulgador do cinema de animação e da banda desenhada em Portugal viveu na Damaia. Rui Costa jogador de futebol com carreira internacional, também viveu na Damaia.